# Powiększalnik

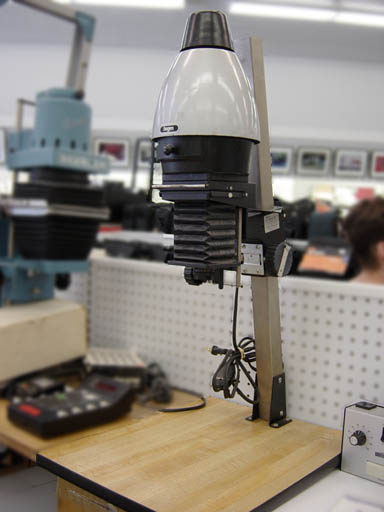
Powiększalnik

Powiększalnik – przyrząd optyczny służący do rzutowania obrazu (zazwyczaj negatywowego) na materiał światłoczuły (najczęściej papier fotograficzny) w celu otrzymania odbitki. Najczęściej służy do rzutowania obrazów w powiększonej skali (i regulowanym stopniu), aczkolwiek może służyć również do rzutowania obrazów pomniejszonych oraz jako samo źródło światła do naświetlania stykowego (1:1).
Działa na podobnej zasadzie jak rzutnik przeźroczy (używany przy rzutowaniu slajdów na ekran projekcyjny). Zazwyczaj jest używany w ciemni czarno-białej w procesie negatyw-pozytyw, sporadycznie używany w ciemni kolorowej (wyparty przez minilaby), jeszcze rzadziej w procesie kopiowania slajdów (proces pozytyw-pozytyw, wyparty przez skanowanie i naświetlanie cyfrowe). Dawniej używany także jako urządzenie reprodukcyjne (karetkę na film zastępowano kasetą na materiał światłoczuły lub aparatem fotograficznym).